# Halichoeres hortulanus
Halichoeres hortulanus är en fiskart som först beskrevs av Lacepède, 1801.  Halichoeres hortulanus ingår i släktet Halichoeres och familjen läppfiskar. IUCN kategoriserar arten globalt som livskraftig. Inga underarter finns listade i Catalogue of Life.